# Sovrani di Spagna
Questo è l'elenco dei monarchi spagnoli che hanno regnato sulla Spagna unita dal Rinascimento a oggi.

## Genesi della Spagna moderna
Come nel caso di altre nazioni europee, la genesi della monarchia spagnola, e dello Stato spagnolo in sé, è insolubilmente discutibile. Furono gli antichi romani a battezzare col nome di Spagna (Hispania) la penisola iberica quando la conquistarono e colonizzarono negli ultimi secoli dell'era pagana. Quando l'invasione islamica spazzò via le autorità barbare visigote che si erano insediate nella penisola dopo la caduta dell'Impero romano d'Occidente, piccoli nuclei di resistenza autoctona si radicarono nelle impervie regioni montuose settentrionali, dove le forze cristiane potevano godere degli aiuti dei Franchi. Fu in questo periodo (722) che il semi-mitologico Pelagio di Favila diede inizio alla serie dei monarchi ancor oggi regnante sul trono spagnolo.
L'indebolimento della presenza araba diede il via nei secoli successivi alla Reconquista, grazie alla quale si formarono numerosi regni indipendenti, gelosi delle rispettive individualità ma tra i quali si intensificarono i casi di matrimonialità dinastica. Fu così che il Regno delle Asturie fu fuso nel 914 nel Regno di León e nel 1230, dopo vari tentativi, nel Regno di Castiglia. Nel frattempo ad oriente il Regno d'Aragona aveva unito a sé le sorti della Contea di Barcellona e della città di Valencia, mentre ad occidente il Regno del Portogallo si era sottratto alla servitù feudale verso la corona castigliana. Estraneo a questi cambiamenti rimaneva il Regno di Navarra, ben presto chiuso fra i più potenti vicini, mentre a sud l'Emirato di Granada costituiva l'ultimo lembo di territorio a dominazione musulmana.
Queste linee nobiliari vennero alla fine unite dinasticamente dal matrimonio di Ferdinando II di Aragona e Isabella I di Castiglia. Pur avendo una politica estera comune i loro regni continuarono a costituire delle entità politico-territoriali autonome con Parlamenti ed ordinamenti giuridici propri. Ferdinando conquistò inoltre la parte meridionale della Navarra e la annesse alla Spagna. Isabella lasciò il suo regno alla figlia Giovanna. Ferdinando servì come reggente quando Giovanna impazzì, nonostante il secco rifiuto della nobiltà castigliana, e rimpiazzò Giovanna con suo marito Filippo I d'Asburgo. Ferdinando riprese la reggenza dopo la morte di Filippo. Il figlio di Giovanna, il Sacro Romano Imperatore Carlo V, le successe sul trono di Castiglia e successe anche al nonno Ferdinando sul trono aragonese quando questi morì nel 1516; da quel momento le due corone vennero unite personalmente oltre che dinasticamente.

### La continuità con la Castiglia
La ricostruzione dell'unificazione della Spagna soffre però un problema storiografico grave, e cioè quella di essere descritta con una visuale a posteriori. Non esiste infatti una data ufficiale di nascita del Regno di Spagna, che fu il frutto di varie svolte matrimoniali e territoriali distribuite nel corso di diversi secoli. L'uso del titolo di Re di Spagna si generalizzò solo, a livello ufficiale, nel 1808 grazie a Giuseppe Bonaparte, mentre i precedenti sovrani continuavano generalmente ad utilizzare tutti i titoli corrispondenti ai propri domini penisulari ed extra-peninsulari e in primo luogo quelli di re d'Aragona e re di Castiglia. Proprio quest'ultima regione, sede della capitale e centro nevralgico dello Stato, aveva assunto una netta primauté politica sulle altre zone del Paese.
Esistono dunque diverse date cui può associarsi la genesi della monarchia spagnola. Le elenchiamo qui di seguito, precisando che nessuna, salvo forse l'ultima, può essere considerata preponderante sulle altre. È da aggiungersi fin d'ora che tali problemi storiografici sono di difficile soluzione anche perché legati all'odierna difficile coesione nazionale dello Stato spagnolo e alla sempre più accentuata presenza di movimenti separatisti e di spinte centrifughe non sempre facilmente ricomposte.
- 722: è l'anno in cui si narra che dopo la battaglia di Covadonga il condottiero Pelagio, capo della resistenza contro l'invasione islamica, abbia fondato il Regno delle Asturie, primo dei regni cristiani del settentrione iberico. Da Pelagio discende l'enumerazione ufficiale dei sovrani spagnoli in uso ancora oggi.
- 1479: è l'anno in cui Ferdinando II d'Aragona, già incoronato Re consorte di Castiglia, ereditò il Regno di Aragona da suo padre Giovanni II. Per la prima volta vi era un monarca che vantasse, a vario titolo, una sovranità su entrambe le parti di ciò che oggi viene considerata la Spagna.
- 1492: è quello che la storiografia spagnola definisce come l'Anno cruciale. In tale data Ferdinando sconfisse l'emiro di Granada completando la Reconquista liberando l'intero territorio iberico dalla presenza moresca.
- 1516: è l'anno in cui Carlo d'Asburgo, nipote di Ferdinando e Isabella, già dichiarato Re supplente di Castiglia a causa della progressiva follia della madre, la legittima Regina Giovanna, divenne Re effettivo di Aragona per la morte di Ferdinando. Da quel momento l'Aragona sarà sempre governata dagli stessi sovrani della Castiglia.
- 1555: è l'anno della morte di Giovanna e della conseguente acquisizione a pieno titolo de jure della corona di Castiglia da parte di Carlo.
- 1580: è l'anno in cui Filippo II, figlio di Carlo, fu incoronato Re del Portogallo. Fu solo a quel punto che l'antica Hispania fu completamente unita sotto un unico scettro, seppur in semplice unione personale. Agli occhi dei contemporanei, questo avvenimento deve essere sembrato il vero segno dell'unificazione della Spagna, dato che la concezione della differenziazione del regno lusitano rispetto alla generalità della comunità spagnola sorgerà solo successivamente, e sicuramente dopo la riacquisizione dell'indipendenza portoghese nel 1640.
- 1707-1716 Con l'emanazione dei Decreti di Nueva Planta la Corona d'Aragona cessa di esistere come entità statuale autonoma, fondendosi definitivamente con il Regno di Castiglia. Pur continuando, i re di Spagna, a fregiarsi spesso di entrambi i titoli reali (unitamente a quelli di altre entità politico-territoriali iberiche) nelle firme e nelle ratifiche dei trattati internazionali preferiscono generalmente associare il proprio nome al termine "Spagna". Solo però in epoca napoleonica, a partire cioè dal 1808, Giuseppe Bonaparte inizierà ad utilizzare esclusivamente il titolo di Carlo Pinto Re di Spagna in luogo di Re di Castiglia, di Aragona, di León, di Navarra e di Granada.

Il nostro elenco inizierà dunque convenzionalmente con l'ascesa al trono aragonese di Ferdinando II, già re consorte di Castiglia, nel 1479. Comunque, dopo la morte di sua moglie Isabella nel 1504, le due corone ritornarono separate, e furono riunificate soltanto nel 1516, quando il Duca di Borgogna Carlo d'Asburgo, alla morte del nonno Ferdinando, divenne sovrano d'Aragona e reggente di Castiglia. Il suo successore, suo figlio Filippo II d'Asburgo, nato in Spagna da madre portoghese, fu invece il primo monarca propriamente iberico. Si ricordi bene però che ufficialmente il titolo principale dei sovrani spagnoli rimase quello di Re di Castiglia e León, fregio rispetto al quale continuò l'enumerazione ufficiale dei monarchi, riprendendola a propria volta da quella dei Re delle Asturie.

## Re di Castiglia, León e Aragona

### Trastámara (1479-1555)
| Nome                       | Ritratto | Data di nascita | Regno           | Regno            | Matrimoni Discendenza                              | Note e titoli |
| Nome                       | Ritratto | Data di nascita | Inizio          | Fine             | Matrimoni Discendenza                              | Note e titoli |
| -------------------------- | -------- | --------------- | --------------- | ---------------- | -------------------------------------------------- | --- |
| Isabella I la Cattolica    |          | 21 aprile 1451  | 20 gennaio 1479 | 26 novembre 1504 | Ferdinando II d'Aragona un figlio e quattro figlie | Regina di Castiglia e León dal 13 dicembre 1474 Regina consorte d'Aragona                                                                      |
| Ferdinando II il Cattolico |          | 10 maggio 1452  | 20 gennaio 1479 | 26 novembre 1504 | Isabella I di Castiglia un figlio e quattro figlie | Re d'Aragona, re di Sardegna, re di Sicilia (1479-1516) Re consorte di Castiglia e León (1474-1504) come Ferdinando V Re di Napoli (1504-1516) |

## Re di Castiglia, di León (e delle Indie)

### Trastámara (1479-1555)
| Nome              | Ritratto | Data di nascita | Regno            | Regno           | Matrimoni Discendenza                        | Note e titoli |
| Nome              | Ritratto | Data di nascita | Inizio           | Fine            | Matrimoni Discendenza                        | Note e titoli |
| ----------------- | -------- | --------------- | ---------------- | --------------- | -------------------------------------------- | --- |
| Giovanna la Pazza |          | 6 novembre 1479 | 26 novembre 1504 | 25 gennaio 1516 | Filippo d'Asburgo due figli e quattro figlie | Anche regina delle Indie dal 1506 e regina d'Aragona dal 1516; figlia di Isabella e Ferdinando, regnò solo nominalmente, senza mai detenere un effettivo potere |

### Asburgo (1506)
| Nome               | Ritratto | Data di nascita | Regno          | Regno             | Matrimoni Discendenza                            | Note e titoli                                                |
| Nome               | Ritratto | Data di nascita | Inizio         | Fine              | Matrimoni Discendenza                            | Note e titoli                                                |
| ------------------ | -------- | --------------- | -------------- | ----------------- | ------------------------------------------------ | ------------------------------------------------------------ |
| Filippo I il Bello |          | 22 luglio 1478  | 28 giugno 1506 | 25 settembre 1506 | Giovanna di Castiglia due figli e quattro figlie | Duca di Borgogna (1482-1506) Re consorte di Castiglia (1506) |

## Re d'Aragona (e Reggente di Castiglia)

### Trastámara (1479-1555)
| Nome                                  | Ritratto | Data di nascita | Regno            | Regno           | Matrimoni                 | Note e titoli                                                                                      |
| Nome                                  | Ritratto | Data di nascita | Inizio           | Fine            | Matrimoni                 | Note e titoli                                                                                      |
| ------------------------------------- | -------- | --------------- | ---------------- | --------------- | ------------------------- | -------------------------------------------------------------------------------------------------- |
| Ferdinando II di Aragona il Cattolico |          | 10 maggio 1452  | 26 novembre 1504 | 25 gennaio 1516 | Germana de Foix un figlio | Re d'Aragona dal 20 gennaio 1479 Signore delle Indie (1504-1506) Reggente di Castiglia (1507-1516) |

## Re di Castiglia, León, Aragona, (Portogallo) etc. / Re delle Spagne e delle Indie

### Trastámara (1479-1555)
Il titolo di Re e Regina delle Spagne e delle Indie (Hispaniarum et Indiarum Rex et Regina) compare per la prima volta sulle monete coniate sotto il regno di Carlo I e Giovanna.
| Nome              | Ritratto | Data di nascita | Regno           | Regno          | Matrimoni Discendenza | Note e titoli                                                                   |
| Nome              | Ritratto | Data di nascita | Inizio          | Fine           | Matrimoni Discendenza | Note e titoli                                                                   |
| ----------------- | -------- | --------------- | --------------- | -------------- | --------------------- | ------------------------------------------------------------------------------- |
| Giovanna la Pazza |          | 6 novembre 1479 | 25 gennaio 1516 | 12 aprile 1555 |                       | Regina nominale, sul trono dal 26 novembre 1504, madre e co-regnante di Carlo I |

### Asburgo (1516-1700)
Gli Asburgo di Spagna furono i discendenti di Filippo I, re consorte di Castiglia come marito di Giovanna la Pazza nel 1506.
| Nome                   | Ritratto | Data di nascita  | Regno             | Regno                      | Matrimoni Discendenza | Note e titoli |
| Nome                   | Ritratto | Data di nascita  | Inizio            | Fine                       | Matrimoni Discendenza | Note e titoli |
| ---------------------- | -------- | ---------------- | ----------------- | -------------------------- | --- | --- |
| Carlo I                |          | 24 febbraio 1500 | 14 marzo 1516     | 16 gennaio 1556 (abdicato) | Isabella di Portogallo tre figli e due figlie                                                                                | Carlo V come Imperatore del Sacro Romano Impero Re di Napoli e Sicilia Re d'Aragona Re di Sardegna figlio di Filippo e Giovanna; morto il 21 settembre 1558 |
| Filippo II             |          | 21 maggio 1527   | 16 gennaio 1556   | 13 settembre 1598          | (1) Maria I d'Inghilterra nessun figlio (2) Elisabetta di Valois cinque figlie (3) Anna d'Austria quattro figli e una figlia | primogenito di Carlo Re del Portogallo Re di Napoli e Sicilia Re d'Aragona Re di Sardegna Duca di Milano                                                    |
| Filippo III            |          | 14 aprile 1578   | 13 settembre 1598 | 31 marzo 1621              | Margherita d'Austria-Stiria quattro figli e quattro figlie                                                                   | quartogenito di Filippo II e Anna Re del Portogallo Re di Napoli e Sicilia Re d'Aragona Re di Sardegna Duca di Milano                                       |
| Filippo IV             |          | 8 aprile 1605    | 31 marzo 1621     | 17 settembre 1665          | (1) Elisabetta di Francia un figlio e sei figlie (2) Maria Anna d'Austria tre figli e due figlie                             | primogenito maschio di Filippo III Re del Portogallo Re di Napoli e Sicilia Re d'Aragona Re di Sardegna Duca di Milano                                      |
| Carlo II               |          | 6 novembre 1661  | 17 settembre 1665 | 1º novembre 1700           | (1) Maria Luisa d'Orléans nessun figlio (2) Maria Anna del Palatinato-Neuburg nessun figlio                                  | terzo figlio maschio di Filippo IV e Maria Anna Re di Napoli e Sicilia Re d'Aragona Re di Sardegna Duca di Milano                                           |
| Carlo III (contestato) |          | 1º ottobre 1685  | 12 settembre 1703 | 2 luglio 1715              | Elisabetta Cristina di Brunswick-Wolfenbüttel un figlio e tre figlie                                                         | reclamò il trono in opposizione a Filippo V; fu riconosciuto solo in Catalogna; morto il 20 ottobre 1740                                                    |

## Re delle Spagne e delle Indie

### Borbone (Prima Reggenza, 1700-1808)
Alla morte senza eredi di Carlo II si estinse la Casa degli Asburgo spagnoli. Per disposizione testamentaria dello stesso Carlo II, il trono passò al nipote del re di Francia Luigi XIV, Filippo di Borbone, del quale il defunto sovrano era il prozio. Le altre potenze europee non accettarono gli eventi e scatenarono la Guerra di Successione Spagnola, al termine della quale, nel 1713, Filippo fu confermato sul trono ispanico ma dovette rinunciare a tutti gli altri possedimenti europei.
| Nome           | Ritratto | Data di nascita   | Regno            | Regno                      | Matrimoni Discendenza                                                                     | Note |
| Nome           | Ritratto | Data di nascita   | Inizio           | Fine                       | Matrimoni Discendenza                                                                     | Note |
| -------------- | -------- | ----------------- | ---------------- | -------------------------- | ----------------------------------------------------------------------------------------- | --- |
| Filippo V      |          | 19 dicembre 1683  | 16 novembre 1700 | 14 gennaio 1724 (abdicato) | (1) Maria Luisa di Savoia quattro figli (2) Elisabetta Farnese quattro figli e tre figlie | Re di Napoli e Sicilia Re d'Aragona Re di Sardegna Duca di Milano Nel 1713 abdica ai titoli extraspagnoli con la pace di Utrecht |
| Luigi I        |          | 25 agosto 1707    | 14 gennaio 1724  | 31 agosto 1724             | Luisa Elisabetta d'Orléans nessun figlio                                                  | primogenito di Filippo V e Maria Luisa                                                                                           |
| Filippo V      |          | 19 dicembre 1683  | 31 agosto 1724   | 9 luglio 1746              | Elisabetta Farnese quattro figli e tre figlie                                             | ritornato sul trono dopo la morte per vaiolo del figlio Luigi I                                                                  |
| Ferdinando VI  |          | 23 settembre 1713 | 9 luglio 1746    | 10 agosto 1759             | Maria Barbara di Portogallo nessun figlio                                                 | figlio di Filippo V e Maria Luisa                                                                                                |
| Carlo III      |          | 20 gennaio 1716   | 10 agosto 1759   | 14 dicembre 1788           | Maria Amalia di Sassonia sei figli e sette figlie                                         | primogenito di Filippo V ed Elisabetta Duca di Parma e Piacenza (1731-1735) Re di Napoli e Sicilia (1735-1759)                   |
| Carlo IV       |          | 11 novembre 1748  | 14 dicembre 1788 | 19 marzo 1808 (deposto)    | Maria Luisa di Parma otto figli e sei figlie                                              | secondo figlio maschio di Carlo III e Maria Amalia; detronizzato dal figlio                                                      |
| Ferdinando VII |          | 14 ottobre 1784   | 19 marzo 1808    | 6 maggio 1808 (deposto)    |                                                                                           | figlio di Carlo IV e Maria Luisa; deposto per intervento di Napoleone                                                            |

### Bonaparte (1808-1813)
Il malgoverno di Carlo IV fu l'occasione per suo figlio Ferdinando per esautorare il padre sottraendogli il trono, ma il sovrano spodestato chiamò subito in suo aiuto le armate di Napoleone Bonaparte che invasero il Paese e imposero Giuseppe, fratello dell'Imperatore dei Francesi.
| Nome       | Ritratto | Data di nascita | Regno         | Regno                      | Matrimoni Discendenza  | Note                                                  |
| Nome       | Ritratto | Data di nascita | Inizio        | Fine                       | Matrimoni Discendenza  | Note                                                  |
| ---------- | -------- | --------------- | ------------- | -------------------------- | ---------------------- | ----------------------------------------------------- |
| Giuseppe I |          | 7 gennaio 1768  | 6 giugno 1808 | 11 dicembre 1813 (deposto) | Julie Clary tre figlie | già Re di Napoli (1806-1808); morto il 28 luglio 1844 |

## Re delle Spagne (e delle Indie)

### Borbone (Seconda Reggenza, 1813-1868)
Il regno di Giuseppe fu costantemente sconvolto da rivolte patriottiche ben presto sostenute dai britannici prima con denaro e rifornimenti, poi direttamente con lo sbarco di un contingente britannico comandato dal Duca di Wellington, il quale cacciò i francesi e restaurò Ferdinando sul trono.
Il titolo completo di Re (o Regina) delle Spagne e delle Indie fu portato da Ferdinando VII e Isabella II durante i loro periodi assolutistici (1808-1820, 1823-1836), mentre quello di Re (o Regina) delle Spagne nei periodi costituzionali (1820-1823, 1837-1868).
| Nome           | Ritratto | Data di nascita | Regno             | Regno                       | Matrimoni Discendenza | Note |
| Nome           | Ritratto | Data di nascita | Inizio            | Fine                        | Matrimoni Discendenza | Note |
| -------------- | -------- | --------------- | ----------------- | --------------------------- | --- | --- |
| Ferdinando VII |          | 14 ottobre 1784 | 11 dicembre 1813  | 29 settembre 1833           | (1) Maria Isabella di Portogallo due figlie (2) Maria Giuseppa di Sassonia due figlie (3) Maria Cristina delle Due Sicilie due figlie | restaurato |
| Isabella II    |          | 10 ottobre 1830 | 29 settembre 1833 | 30 settembre 1868 (deposta) | Francesco d'Assisi di Spagna sei figli e tre figlie                                                                                   | primogenita di Ferdinando VII e Maria Cristina; il trono le fu conteso dallo zio Carlo Maria Isidoro; morta il 10 aprile 1904 |

## Re del Regno di Spagna

### Savoia (1870-1873)
Il regno liberale di Isabella fu più volte minacciato dalle rivolte ordite dalla fazione reazionaria capeggiata da suo zio Carlo di Borbone, che si riteneva il legittimo sovrano sulla base della legge salica. Le continue tensioni sfociarono però in una rivoluzione dall'esito inverso ai desiderata del gruppo carlista, dato che i moderati, dopo due anni di interregno, offrirono la corona ad Amedeo, figlio del liberale Re d'Italia Vittorio Emanuele II; in precedenza la corona era stata offerta a Ferdinando II del Portogallo che tuttavia la rifiutò. L'incapacità del sovrano italiano nel comprendere la politica spagnola lo costrinse presto all'abdicazione, con la conseguente proclamazione della repubblica.
| Nome     | Ritratto | Data di nascita  | Regno           | Regno                       | Matrimoni Discendenza                             | Note                     |
| Nome     | Ritratto | Data di nascita  | Inizio          | Fine                        | Matrimoni Discendenza                             | Note                     |
| -------- | -------- | ---------------- | --------------- | --------------------------- | ------------------------------------------------- | ------------------------ |
| Amedeo I |          | 28 novembre 1845 | 4 dicembre 1870 | 11 febbraio 1873 (abdicato) | Maria Vittoria dal Pozzo della Cisterna tre figli | morto il 18 gennaio 1890 |

### Borbone (Terza Reggenza, 1874-1931)
La gravissima instabilità della repubblica fu pesantemente condizionata dalle autorità militari, finché un ennesimo colpo di Stato comportò la restaurazione monarchica del figlio di Isabella II, dietro a precise garanzie costituzionali. Tra il 1923 e il 1930 la Spagna fu però sottoposta ad un regime militare, con il potere detenuto dal dittatore Miguel Primo de Rivera.
| Nome         | Ritratto | Data di nascita  | Regno            | Regno                     | Matrimoni Discendenza                                                                                  | Note                                                                                    |
| Nome         | Ritratto | Data di nascita  | Inizio           | Fine                      | Matrimoni Discendenza                                                                                  | Note                                                                                    |
| ------------ | -------- | ---------------- | ---------------- | ------------------------- | --- | --------------------------------------------------------------------------------------- |
| Alfonso XII  |          | 28 novembre 1857 | 29 dicembre 1874 | 25 novembre 1885          | (1) Maria Mercedes d'Orléans nessun figlio (2) Maria Cristina d'Austria un figlio postumo e due figlie | figlio di Isabella II e Francesco d'Assisi di Borbone-Spagna; morto il 25 novembre 1885 |
| Alfonso XIII |          | 17 maggio 1886   | 17 maggio 1886   | 14 aprile 1931 (abdicato) | Vittoria Eugenia di Battenberg cinque figli e due figlie                                               | figlio postumo di Alfonso XII; morto il 28 febbraio 1941                                |

### Reggenza Franchista (1939-1975)
Le forze repubblicane che avevano preso il potere nel 1931 garantirono stabilità solo per cinque anni. Il 16 febbraio 1936 la vittoria elettorale dei partiti socialisti del Fronte popolare scatenò la reazione delle forze nazionaliste, conservatrici. La conseguente guerra civile spagnola fu vinta dalla fazione nazionalista, grazie al determinante appoggio dell'Italia fascista e della Germania nazista.
Capo dello stato fu il generale Francisco Franco dal 29 settembre 1936 fino alla sua morte il 20 novembre 1975. La Monarchia fu formalmente restaurata da Franco nel 1947, designando suo erede il principe Juan Carlos di Borbone.

### Borbone (Quarta Reggenza, 1975-oggi)
Alla morte di Franco fu proclamato re di Spagna il nipote di Alfonso XIII, Juan Carlos di Borbone, che traghettò il Paese verso una stabile democrazia.
| Nome          | Ritratto | Data di nascita | Regno            | Regno                     | Matrimoni Discendenza                  | Note                                                                                     |
| Nome          | Ritratto | Data di nascita | Inizio           | Fine                      | Matrimoni Discendenza                  | Note                                                                                     |
| ------------- | -------- | --------------- | ---------------- | ------------------------- | -------------------------------------- | ---------------------------------------------------------------------------------------- |
| Juan Carlos I |          | 5 gennaio 1938  | 22 novembre 1975 | 19 giugno 2014 (abdicato) | Sofia di Grecia un figlio e due figlie | figlio di Giovanni di Borbone e Maria Mercedes delle Due Sicilie. Nipote di Alfonso XIII |
| Filippo VI    |          | 30 gennaio 1968 | 19 giugno 2014   | in carica                 | Letizia Ortiz Rocasolano due figlie    | figlio di Juan Carlos I                                                                  |

## Linea di successione dei sovrani di Spagna
|                                  |                                  |                                  |                                  |                                  |                                  | Sovrani d’Aragona           | Sovrani d’Aragona           | Sovrani d’Aragona           | Sovrani d’Aragona           | Sovrani d’Aragona           | Sovrani d’Aragona           |                                                       |                                                       |                                                       |                                                       |                                                       |                                                       | Sovrani di Castiglia   | Sovrani di Castiglia   | Sovrani di Castiglia   | Sovrani di Castiglia   | Sovrani di Castiglia   | Sovrani di Castiglia   |                                                 |                                                 |                                                 |                                                 |                                                 |                                                 |  |  |  |  |  |  |  |  |  |  |  |  |  |  |  |  |  |  |  |  |  |  |  |  |
|                                  |                                  |                                  |                                  |                                  |                                  | Sovrani d’Aragona           | Sovrani d’Aragona           | Sovrani d’Aragona           | Sovrani d’Aragona           | Sovrani d’Aragona           | Sovrani d’Aragona           |                                                       |                                                       |                                                       |                                                       |                                                       |                                                       | Sovrani di Castiglia   | Sovrani di Castiglia   | Sovrani di Castiglia   | Sovrani di Castiglia   | Sovrani di Castiglia   | Sovrani di Castiglia   |                                                 |                                                 |                                                 |                                                 |                                                 |                                                 |  |  |  |  |  |  |  |  |  |  |  |  |  |  |  |  |  |  |  |  |  |  |  |  |
|                                  |                                  |                                  |                                  |                                  |                                  | FERDINANDO V-II *1452 †1516 | FERDINANDO V-II *1452 †1516 | FERDINANDO V-II *1452 †1516 | FERDINANDO V-II *1452 †1516 | FERDINANDO V-II *1452 †1516 | FERDINANDO V-II *1452 †1516 |                                                       |                                                       |                                                       |                                                       |                                                       |                                                       | ISABELLA I *1451 †1504 | ISABELLA I *1451 †1504 | ISABELLA I *1451 †1504 | ISABELLA I *1451 †1504 | ISABELLA I *1451 †1504 | ISABELLA I *1451 †1504 |                                                 |                                                 |                                                 |                                                 |                                                 |                                                 |  |  |  |  |  |  |  |  |  |  |  |  |  |  |  |  |  |  |  |  |  |  |  |  |
|                                  |                                  |                                  |                                  |                                  |                                  | FERDINANDO V-II *1452 †1516 | FERDINANDO V-II *1452 †1516 | FERDINANDO V-II *1452 †1516 | FERDINANDO V-II *1452 †1516 | FERDINANDO V-II *1452 †1516 | FERDINANDO V-II *1452 †1516 |                                                       |                                                       |                                                       |                                                       |                                                       |                                                       | ISABELLA I *1451 †1504 | ISABELLA I *1451 †1504 | ISABELLA I *1451 †1504 | ISABELLA I *1451 †1504 | ISABELLA I *1451 †1504 | ISABELLA I *1451 †1504 |                                                 |                                                 |                                                 |                                                 |                                                 |                                                 |  |  |  |  |  |  |  |  |  |  |  |  |  |  |  |  |  |  |  |  |  |  |  |  |
|                                  |                                  |                                  |                                  |                                  |                                  |                             |                             |                             |                             |                             |                             |                                                       |                                                       |                                                       |                                                       |                                                       |                                                       |                        |                        |                        |                        |                        |                        |                                                 |                                                 |                                                 |                                                 |                                                 |                                                 |  |  |  |  |  |  |  |  |  |  |  |  |  |  |  |  |  |  |  |  |  |  |  |  |
|                                  |                                  |                                  |                                  |                                  |                                  |                             |                             |                             |                             |                             |                             | GIOVANNA *1479 †1555 FILIPPO I d’Asburgo *1478 †1506  |                                                       |                                                       |                                                       |                                                       |                                                       |                        |                        |                        |                        |                        |                        |                                                 |                                                 |                                                 |                                                 |                                                 |                                                 |  |  |  |  |  |  |  |  |  |  |  |  |  |  |  |  |  |  |  |  |  |  |  |  |
|                                  |                                  |                                  |                                  |                                  |                                  |                             |                             |                             |                             |                             |                             |                                                       |                                                       |                                                       |                                                       |                                                       |                                                       |                        |                        |                        |                        |                        |                        |                                                 |                                                 |                                                 |                                                 |                                                 |                                                 |  |  |  |  |  |  |  |  |  |  |  |  |  |  |  |  |  |  |  |  |  |  |  |  |
|                                  |                                  |                                  |                                  |                                  |                                  |                             |                             |                             |                             |                             |                             | CARLO I (V imp.) *1500 †1558                          |                                                       |                                                       |                                                       |                                                       |                                                       |                        |                        |                        |                        |                        |                        |                                                 |                                                 |                                                 |                                                 |                                                 |                                                 |  |  |  |  |  |  |  |  |  |  |  |  |  |  |  |  |  |  |  |  |  |  |  |  |
|                                  |                                  |                                  |                                  |                                  |                                  |                             |                             |                             |                             |                             |                             |                                                       |                                                       |                                                       |                                                       |                                                       |                                                       |                        |                        |                        |                        |                        |                        |                                                 |                                                 |                                                 |                                                 |                                                 |                                                 |  |  |  |  |  |  |  |  |  |  |  |  |  |  |  |  |  |  |  |  |  |  |  |  |
|                                  |                                  |                                  |                                  |                                  |                                  |                             |                             |                             |                             |                             |                             | FILIPPO II *1527 †1598                                |                                                       |                                                       |                                                       |                                                       |                                                       |                        |                        |                        |                        |                        |                        |                                                 |                                                 |                                                 |                                                 |                                                 |                                                 |  |  |  |  |  |  |  |  |  |  |  |  |  |  |  |  |  |  |  |  |  |  |  |  |
|                                  |                                  |                                  |                                  |                                  |                                  |                             |                             |                             |                             |                             |                             |                                                       |                                                       |                                                       |                                                       |                                                       |                                                       |                        |                        |                        |                        |                        |                        |                                                 |                                                 |                                                 |                                                 |                                                 |                                                 |  |  |  |  |  |  |  |  |  |  |  |  |  |  |  |  |  |  |  |  |  |  |  |  |
|                                  |                                  |                                  |                                  |                                  |                                  |                             |                             |                             |                             |                             |                             | FILIPPO III *1578 †1621                               |                                                       |                                                       |                                                       |                                                       |                                                       |                        |                        |                        |                        |                        |                        |                                                 |                                                 |                                                 |                                                 |                                                 |                                                 |  |  |  |  |  |  |  |  |  |  |  |  |  |  |  |  |  |  |  |  |  |  |  |  |
|                                  |                                  |                                  |                                  |                                  |                                  |                             |                             |                             |                             |                             |                             |                                                       |                                                       |                                                       |                                                       |                                                       |                                                       |                        |                        |                        |                        |                        |                        |                                                 |                                                 |                                                 |                                                 |                                                 |                                                 |  |  |  |  |  |  |  |  |  |  |  |  |  |  |  |  |  |  |  |  |  |  |  |  |
|                                  |                                  |                                  |                                  |                                  |                                  |                             |                             |                             |                             |                             |                             |                                                       |                                                       |                                                       |                                                       |                                                       |                                                       |                        |                        |                        |                        |                        |                        |                                                 |                                                 |                                                 |                                                 |                                                 |                                                 |  |  |  |  |  |  |  |  |  |  |  |  |  |  |  |  |  |  |  |  |  |  |  |  |
|                                  |                                  |                                  |                                  |                                  |                                  |                             |                             |                             |                             |                             |                             | FILIPPO IV *1605 †1665                                | FILIPPO IV *1605 †1665                                | FILIPPO IV *1605 †1665                                | FILIPPO IV *1605 †1665                                | FILIPPO IV *1605 †1665                                | FILIPPO IV *1605 †1665                                |                        |                        |                        |                        |                        |                        | Maria Anna *1606 †1664 Ferdinando III d'Asburgo | Maria Anna *1606 †1664 Ferdinando III d'Asburgo | Maria Anna *1606 †1664 Ferdinando III d'Asburgo | Maria Anna *1606 †1664 Ferdinando III d'Asburgo | Maria Anna *1606 †1664 Ferdinando III d'Asburgo | Maria Anna *1606 †1664 Ferdinando III d'Asburgo |  |  |  |  |  |  |  |  |  |  |  |  |  |  |  |  |  |  |  |  |  |  |  |  |
|                                  |                                  |                                  |                                  |                                  |                                  |                             |                             |                             |                             |                             |                             | FILIPPO IV *1605 †1665                                | FILIPPO IV *1605 †1665                                | FILIPPO IV *1605 †1665                                | FILIPPO IV *1605 †1665                                | FILIPPO IV *1605 †1665                                | FILIPPO IV *1605 †1665                                |                        |                        |                        |                        |                        |                        | Maria Anna *1606 †1664 Ferdinando III d'Asburgo | Maria Anna *1606 †1664 Ferdinando III d'Asburgo | Maria Anna *1606 †1664 Ferdinando III d'Asburgo | Maria Anna *1606 †1664 Ferdinando III d'Asburgo | Maria Anna *1606 †1664 Ferdinando III d'Asburgo | Maria Anna *1606 †1664 Ferdinando III d'Asburgo |  |  |  |  |  |  |  |  |  |  |  |  |  |  |  |  |  |  |  |  |  |  |  |  |
|                                  |                                  |                                  |                                  |                                  |                                  |                             |                             |                             |                             |                             |                             |                                                       |                                                       |                                                       |                                                       |                                                       |                                                       |                        |                        |                        |                        |                        |                        |                                                 |                                                 |                                                 |                                                 |                                                 |                                                 |  |  |  |  |  |  |  |  |  |  |  |  |  |  |  |  |  |  |  |  |  |  |  |  |
|                                  |                                  |                                  |                                  |                                  |                                  |                             |                             |                             |                             |                             |                             | Maria Teresa *1638 †1683 Luigi XIV di Borbone-Francia | Maria Teresa *1638 †1683 Luigi XIV di Borbone-Francia | Maria Teresa *1638 †1683 Luigi XIV di Borbone-Francia | Maria Teresa *1638 †1683 Luigi XIV di Borbone-Francia | Maria Teresa *1638 †1683 Luigi XIV di Borbone-Francia | Maria Teresa *1638 †1683 Luigi XIV di Borbone-Francia | CARLO II *1661 †1700   | CARLO II *1661 †1700   | CARLO II *1661 †1700   | CARLO II *1661 †1700   | CARLO II *1661 †1700   | CARLO II *1661 †1700   | Leopoldo I *1640 †1705                          | Leopoldo I *1640 †1705                          | Leopoldo I *1640 †1705                          | Leopoldo I *1640 †1705                          | Leopoldo I *1640 †1705                          | Leopoldo I *1640 †1705                          |  |  |  |  |  |  |  |  |  |  |  |  |  |  |  |  |  |  |  |  |  |  |  |  |
|                                  |                                  |                                  |                                  |                                  |                                  |                             |                             |                             |                             |                             |                             | Maria Teresa *1638 †1683 Luigi XIV di Borbone-Francia | Maria Teresa *1638 †1683 Luigi XIV di Borbone-Francia | Maria Teresa *1638 †1683 Luigi XIV di Borbone-Francia | Maria Teresa *1638 †1683 Luigi XIV di Borbone-Francia | Maria Teresa *1638 †1683 Luigi XIV di Borbone-Francia | Maria Teresa *1638 †1683 Luigi XIV di Borbone-Francia | CARLO II *1661 †1700   | CARLO II *1661 †1700   | CARLO II *1661 †1700   | CARLO II *1661 †1700   | CARLO II *1661 †1700   | CARLO II *1661 †1700   | Leopoldo I *1640 †1705                          | Leopoldo I *1640 †1705                          | Leopoldo I *1640 †1705                          | Leopoldo I *1640 †1705                          | Leopoldo I *1640 †1705                          | Leopoldo I *1640 †1705                          |  |  |  |  |  |  |  |  |  |  |  |  |  |  |  |  |  |  |  |  |  |  |  |  |
|                                  |                                  |                                  |                                  |                                  |                                  |                             |                             |                             |                             |                             |                             | Luigi *1661 †1711                                     | Luigi *1661 †1711                                     | Luigi *1661 †1711                                     | Luigi *1661 †1711                                     | Luigi *1661 †1711                                     | Luigi *1661 †1711                                     |                        |                        |                        |                        |                        |                        | Carlo (III) (VI imp.) *1685 †1740               | Carlo (III) (VI imp.) *1685 †1740               | Carlo (III) (VI imp.) *1685 †1740               | Carlo (III) (VI imp.) *1685 †1740               | Carlo (III) (VI imp.) *1685 †1740               | Carlo (III) (VI imp.) *1685 †1740               |  |  |  |  |  |  |  |  |  |  |  |  |  |  |  |  |  |  |  |  |  |  |  |  |
|                                  |                                  |                                  |                                  |                                  |                                  |                             |                             |                             |                             |                             |                             | Luigi *1661 †1711                                     | Luigi *1661 †1711                                     | Luigi *1661 †1711                                     | Luigi *1661 †1711                                     | Luigi *1661 †1711                                     | Luigi *1661 †1711                                     |                        |                        |                        |                        |                        |                        | Carlo (III) (VI imp.) *1685 †1740               | Carlo (III) (VI imp.) *1685 †1740               | Carlo (III) (VI imp.) *1685 †1740               | Carlo (III) (VI imp.) *1685 †1740               | Carlo (III) (VI imp.) *1685 †1740               | Carlo (III) (VI imp.) *1685 †1740               |  |  |  |  |  |  |  |  |  |  |  |  |  |  |  |  |  |  |  |  |  |  |  |  |
|                                  |                                  |                                  |                                  |                                  |                                  |                             |                             |                             |                             |                             |                             |                                                       |                                                       |                                                       |                                                       |                                                       |                                                       |                        |                        |                        |                        |                        |                        |                                                 |                                                 |                                                 |                                                 |                                                 |                                                 |  |  |  |  |  |  |  |  |  |  |  |  |  |  |  |  |  |  |  |  |  |  |  |  |
|                                  |                                  |                                  |                                  |                                  |                                  | Luigi di Borbone-Francia    | Luigi di Borbone-Francia    | Luigi di Borbone-Francia    | Luigi di Borbone-Francia    | Luigi di Borbone-Francia    | Luigi di Borbone-Francia    | FILIPPO V *1683 †1746                                 | FILIPPO V *1683 †1746                                 | FILIPPO V *1683 †1746                                 | FILIPPO V *1683 †1746                                 | FILIPPO V *1683 †1746                                 | FILIPPO V *1683 †1746                                 |                        |                        |                        |                        |                        |                        |                                                 |                                                 |                                                 |                                                 |                                                 |                                                 |  |  |  |  |  |  |  |  |  |  |  |  |  |  |  |  |  |  |  |  |  |  |  |  |
|                                  |                                  |                                  |                                  |                                  |                                  | Luigi di Borbone-Francia    | Luigi di Borbone-Francia    | Luigi di Borbone-Francia    | Luigi di Borbone-Francia    | Luigi di Borbone-Francia    | Luigi di Borbone-Francia    | FILIPPO V *1683 †1746                                 | FILIPPO V *1683 †1746                                 | FILIPPO V *1683 †1746                                 | FILIPPO V *1683 †1746                                 | FILIPPO V *1683 †1746                                 | FILIPPO V *1683 †1746                                 |                        |                        |                        |                        |                        |                        |                                                 |                                                 |                                                 |                                                 |                                                 |                                                 |  |  |  |  |  |  |  |  |  |  |  |  |  |  |  |  |  |  |  |  |  |  |  |  |
|                                  |                                  |                                  |                                  |                                  |                                  |                             |                             |                             |                             |                             |                             |                                                       |                                                       |                                                       |                                                       |                                                       |                                                       |                        |                        |                        |                        |                        |                        |                                                 |                                                 |                                                 |                                                 |                                                 |                                                 |  |  |  |  |  |  |  |  |  |  |  |  |  |  |  |  |  |  |  |  |  |  |  |  |
| LUIGI *1707 †1724                | LUIGI *1707 †1724                | LUIGI *1707 †1724                | LUIGI *1707 †1724                | LUIGI *1707 †1724                | LUIGI *1707 †1724                | FERDINANDO VI *1713 †1759   | FERDINANDO VI *1713 †1759   | FERDINANDO VI *1713 †1759   | FERDINANDO VI *1713 †1759   | FERDINANDO VI *1713 †1759   | FERDINANDO VI *1713 †1759   | CARLO III *1716 †1788                                 | CARLO III *1716 †1788                                 | CARLO III *1716 †1788                                 | CARLO III *1716 †1788                                 | CARLO III *1716 †1788                                 | CARLO III *1716 †1788                                 |                        |                        |                        |                        |                        |                        |                                                 |                                                 |                                                 |                                                 |                                                 |                                                 |  |  |  |  |  |  |  |  |  |  |  |  |  |  |  |  |  |  |  |  |  |  |  |  |
| LUIGI *1707 †1724                | LUIGI *1707 †1724                | LUIGI *1707 †1724                | LUIGI *1707 †1724                | LUIGI *1707 †1724                | LUIGI *1707 †1724                | FERDINANDO VI *1713 †1759   | FERDINANDO VI *1713 †1759   | FERDINANDO VI *1713 †1759   | FERDINANDO VI *1713 †1759   | FERDINANDO VI *1713 †1759   | FERDINANDO VI *1713 †1759   | CARLO III *1716 †1788                                 | CARLO III *1716 †1788                                 | CARLO III *1716 †1788                                 | CARLO III *1716 †1788                                 | CARLO III *1716 †1788                                 | CARLO III *1716 †1788                                 |                        |                        |                        |                        |                        |                        |                                                 |                                                 |                                                 |                                                 |                                                 |                                                 |  |  |  |  |  |  |  |  |  |  |  |  |  |  |  |  |  |  |  |  |  |  |  |  |
|                                  |                                  |                                  |                                  |                                  |                                  |                             |                             |                             |                             |                             |                             | CARLO IV *1748 †1819                                  |                                                       |                                                       |                                                       |                                                       |                                                       |                        |                        |                        |                        |                        |                        |                                                 |                                                 |                                                 |                                                 |                                                 |                                                 |  |  |  |  |  |  |  |  |  |  |  |  |  |  |  |  |  |  |  |  |  |  |  |  |
|                                  |                                  |                                  |                                  |                                  |                                  |                             |                             |                             |                             |                             |                             |                                                       |                                                       |                                                       |                                                       |                                                       |                                                       |                        |                        |                        |                        |                        |                        |                                                 |                                                 |                                                 |                                                 |                                                 |                                                 |  |  |  |  |  |  |  |  |  |  |  |  |  |  |  |  |  |  |  |  |  |  |  |  |
|                                  |                                  |                                  |                                  |                                  |                                  |                             |                             |                             |                             |                             |                             |                                                       |                                                       |                                                       |                                                       |                                                       |                                                       |                        |                        |                        |                        |                        |                        |                                                 |                                                 |                                                 |                                                 |                                                 |                                                 |  |  |  |  |  |  |  |  |  |  |  |  |  |  |  |  |  |  |  |  |  |  |  |  |
| GIUSEPPE I Bonaparte *1768 †1844 | GIUSEPPE I Bonaparte *1768 †1844 | GIUSEPPE I Bonaparte *1768 †1844 | GIUSEPPE I Bonaparte *1768 †1844 | GIUSEPPE I Bonaparte *1768 †1844 | GIUSEPPE I Bonaparte *1768 †1844 |                             |                             |                             |                             |                             |                             | FERDINANDO VII *1784 †1833                            | FERDINANDO VII *1784 †1833                            | FERDINANDO VII *1784 †1833                            | FERDINANDO VII *1784 †1833                            | FERDINANDO VII *1784 †1833                            | FERDINANDO VII *1784 †1833                            | Carlo (V) *1788 †1855  | Carlo (V) *1788 †1855  | Carlo (V) *1788 †1855  | Carlo (V) *1788 †1855  | Carlo (V) *1788 †1855  | Carlo (V) *1788 †1855  | Francesco *1794 †1865                           | Francesco *1794 †1865                           | Francesco *1794 †1865                           | Francesco *1794 †1865                           | Francesco *1794 †1865                           | Francesco *1794 †1865                           |  |  |  |  |  |  |  |  |  |  |  |  |  |  |  |  |  |  |  |  |  |  |  |  |
| GIUSEPPE I Bonaparte *1768 †1844 | GIUSEPPE I Bonaparte *1768 †1844 | GIUSEPPE I Bonaparte *1768 †1844 | GIUSEPPE I Bonaparte *1768 †1844 | GIUSEPPE I Bonaparte *1768 †1844 | GIUSEPPE I Bonaparte *1768 †1844 |                             |                             |                             |                             |                             |                             | FERDINANDO VII *1784 †1833                            | FERDINANDO VII *1784 †1833                            | FERDINANDO VII *1784 †1833                            | FERDINANDO VII *1784 †1833                            | FERDINANDO VII *1784 †1833                            | FERDINANDO VII *1784 †1833                            | Carlo (V) *1788 †1855  | Carlo (V) *1788 †1855  | Carlo (V) *1788 †1855  | Carlo (V) *1788 †1855  | Carlo (V) *1788 †1855  | Carlo (V) *1788 †1855  | Francesco *1794 †1865                           | Francesco *1794 †1865                           | Francesco *1794 †1865                           | Francesco *1794 †1865                           | Francesco *1794 †1865                           | Francesco *1794 †1865                           |  |  |  |  |  |  |  |  |  |  |  |  |  |  |  |  |  |  |  |  |  |  |  |  |
|                                  |                                  |                                  |                                  |                                  |                                  |                             |                             |                             |                             |                             |                             | ISABELLA II *1830 †1904                               | ISABELLA II *1830 †1904                               | ISABELLA II *1830 †1904                               | ISABELLA II *1830 †1904                               | ISABELLA II *1830 †1904                               | ISABELLA II *1830 †1904                               | Ramo "carlista"        | Ramo "carlista"        | Ramo "carlista"        | Ramo "carlista"        | Ramo "carlista"        | Ramo "carlista"        | FRANCESCO *1822 †1902                           | FRANCESCO *1822 †1902                           | FRANCESCO *1822 †1902                           | FRANCESCO *1822 †1902                           | FRANCESCO *1822 †1902                           | FRANCESCO *1822 †1902                           |  |  |  |  |  |  |  |  |  |  |  |  |  |  |  |  |  |  |  |  |  |  |  |  |
|                                  |                                  |                                  |                                  |                                  |                                  |                             |                             |                             |                             |                             |                             | ISABELLA II *1830 †1904                               | ISABELLA II *1830 †1904                               | ISABELLA II *1830 †1904                               | ISABELLA II *1830 †1904                               | ISABELLA II *1830 †1904                               | ISABELLA II *1830 †1904                               | Ramo "carlista"        | Ramo "carlista"        | Ramo "carlista"        | Ramo "carlista"        | Ramo "carlista"        | Ramo "carlista"        | FRANCESCO *1822 †1902                           | FRANCESCO *1822 †1902                           | FRANCESCO *1822 †1902                           | FRANCESCO *1822 †1902                           | FRANCESCO *1822 †1902                           | FRANCESCO *1822 †1902                           |  |  |  |  |  |  |  |  |  |  |  |  |  |  |  |  |  |  |  |  |  |  |  |  |
|                                  |                                  |                                  |                                  |                                  |                                  |                             |                             |                             |                             |                             |                             |                                                       |                                                       |                                                       |                                                       |                                                       |                                                       |                        |                        |                        |                        |                        |                        |                                                 |                                                 |                                                 |                                                 |                                                 |                                                 |  |  |  |  |  |  |  |  |  |  |  |  |  |  |  |  |  |  |  |  |  |  |  |  |
| AMEDEO I di Savoia *1845 †1890   | AMEDEO I di Savoia *1845 †1890   | AMEDEO I di Savoia *1845 †1890   | AMEDEO I di Savoia *1845 †1890   | AMEDEO I di Savoia *1845 †1890   | AMEDEO I di Savoia *1845 †1890   |                             |                             |                             |                             |                             |                             | ALFONSO XII *1857 †1885                               | ALFONSO XII *1857 †1885                               | ALFONSO XII *1857 †1885                               | ALFONSO XII *1857 †1885                               | ALFONSO XII *1857 †1885                               | ALFONSO XII *1857 †1885                               |                        |                        |                        |                        |                        |                        |                                                 |                                                 |                                                 |                                                 |                                                 |                                                 |  |  |  |  |  |  |  |  |  |  |  |  |  |  |  |  |  |  |  |  |  |  |  |  |
| AMEDEO I di Savoia *1845 †1890   | AMEDEO I di Savoia *1845 †1890   | AMEDEO I di Savoia *1845 †1890   | AMEDEO I di Savoia *1845 †1890   | AMEDEO I di Savoia *1845 †1890   | AMEDEO I di Savoia *1845 †1890   |                             |                             |                             |                             |                             |                             | ALFONSO XII *1857 †1885                               | ALFONSO XII *1857 †1885                               | ALFONSO XII *1857 †1885                               | ALFONSO XII *1857 †1885                               | ALFONSO XII *1857 †1885                               | ALFONSO XII *1857 †1885                               |                        |                        |                        |                        |                        |                        |                                                 |                                                 |                                                 |                                                 |                                                 |                                                 |  |  |  |  |  |  |  |  |  |  |  |  |  |  |  |  |  |  |  |  |  |  |  |  |
|                                  |                                  |                                  |                                  |                                  |                                  |                             |                             |                             |                             |                             |                             | ALFONSO XIII *1886 †1941                              |                                                       |                                                       |                                                       |                                                       |                                                       |                        |                        |                        |                        |                        |                        |                                                 |                                                 |                                                 |                                                 |                                                 |                                                 |  |  |  |  |  |  |  |  |  |  |  |  |  |  |  |  |  |  |  |  |  |  |  |  |
|                                  |                                  |                                  |                                  |                                  |                                  |                             |                             |                             |                             |                             |                             |                                                       |                                                       |                                                       |                                                       |                                                       |                                                       |                        |                        |                        |                        |                        |                        |                                                 |                                                 |                                                 |                                                 |                                                 |                                                 |  |  |  |  |  |  |  |  |  |  |  |  |  |  |  |  |  |  |  |  |  |  |  |  |
|                                  |                                  |                                  |                                  |                                  |                                  |                             |                             |                             |                             |                             |                             |                                                       |                                                       |                                                       |                                                       |                                                       |                                                       |                        |                        |                        |                        |                        |                        |                                                 |                                                 |                                                 |                                                 |                                                 |                                                 |  |  |  |  |  |  |  |  |  |  |  |  |  |  |  |  |  |  |  |  |  |  |  |  |
| Alfonso *1907 †1938              | Alfonso *1907 †1938              | Alfonso *1907 †1938              | Alfonso *1907 †1938              | Alfonso *1907 †1938              | Alfonso *1907 †1938              | Giacomo *1908 †1975         | Giacomo *1908 †1975         | Giacomo *1908 †1975         | Giacomo *1908 †1975         | Giacomo *1908 †1975         | Giacomo *1908 †1975         | Giovanni (III) *1913 †1993                            | Giovanni (III) *1913 †1993                            | Giovanni (III) *1913 †1993                            | Giovanni (III) *1913 †1993                            | Giovanni (III) *1913 †1993                            | Giovanni (III) *1913 †1993                            |                        |                        |                        |                        |                        |                        |                                                 |                                                 |                                                 |                                                 |                                                 |                                                 |  |  |  |  |  |  |  |  |  |  |  |  |  |  |  |  |  |  |  |  |  |  |  |  |
| Alfonso *1907 †1938              | Alfonso *1907 †1938              | Alfonso *1907 †1938              | Alfonso *1907 †1938              | Alfonso *1907 †1938              | Alfonso *1907 †1938              | Giacomo *1908 †1975         | Giacomo *1908 †1975         | Giacomo *1908 †1975         | Giacomo *1908 †1975         | Giacomo *1908 †1975         | Giacomo *1908 †1975         | Giovanni (III) *1913 †1993                            | Giovanni (III) *1913 †1993                            | Giovanni (III) *1913 †1993                            | Giovanni (III) *1913 †1993                            | Giovanni (III) *1913 †1993                            | Giovanni (III) *1913 †1993                            |                        |                        |                        |                        |                        |                        |                                                 |                                                 |                                                 |                                                 |                                                 |                                                 |  |  |  |  |  |  |  |  |  |  |  |  |  |  |  |  |  |  |  |  |  |  |  |  |
|                                  |                                  |                                  |                                  |                                  |                                  | Duchi di Segovia            | Duchi di Segovia            | Duchi di Segovia            | Duchi di Segovia            | Duchi di Segovia            | Duchi di Segovia            | GIOVANNI CARLO *1938                                  | GIOVANNI CARLO *1938                                  | GIOVANNI CARLO *1938                                  | GIOVANNI CARLO *1938                                  | GIOVANNI CARLO *1938                                  | GIOVANNI CARLO *1938                                  |                        |                        |                        |                        |                        |                        |                                                 |                                                 |                                                 |                                                 |                                                 |                                                 |  |  |  |  |  |  |  |  |  |  |  |  |  |  |  |  |  |  |  |  |  |  |  |  |
|                                  |                                  |                                  |                                  |                                  |                                  | Duchi di Segovia            | Duchi di Segovia            | Duchi di Segovia            | Duchi di Segovia            | Duchi di Segovia            | Duchi di Segovia            | GIOVANNI CARLO *1938                                  | GIOVANNI CARLO *1938                                  | GIOVANNI CARLO *1938                                  | GIOVANNI CARLO *1938                                  | GIOVANNI CARLO *1938                                  | GIOVANNI CARLO *1938                                  |                        |                        |                        |                        |                        |                        |                                                 |                                                 |                                                 |                                                 |                                                 |                                                 |  |  |  |  |  |  |  |  |  |  |  |  |  |  |  |  |  |  |  |  |  |  |  |  |
|                                  |                                  |                                  |                                  |                                  |                                  |                             |                             |                             |                             |                             |                             | FILIPPO VI *1968                                      |                                                       |                                                       |                                                       |                                                       |                                                       |                        |                        |                        |                        |                        |                        |                                                 |                                                 |                                                 |                                                 |                                                 |                                                 |  |  |  |  |  |  |  |  |  |  |  |  |  |  |  |  |  |  |  |  |  |  |  |  |
|                                  |                                  |                                  |                                  |                                  |                                  |                             |                             |                             |                             |                             |                             |                                                       |                                                       |                                                       |                                                       |                                                       |                                                       |                        |                        |                        |                        |                        |                        |                                                 |                                                 |                                                 |                                                 |                                                 |                                                 |  |  |  |  |  |  |  |  |  |  |  |  |  |  |  |  |  |  |  |  |  |  |  |  |
|                                  |                                  |                                  |                                  |                                  |                                  |                             |                             |                             |                             |                             |                             | Eleonora *2005                                        |                                                       |                                                       |                                                       |                                                       |                                                       |                        |                        |                        |                        |                        |                        |                                                 |                                                 |                                                 |                                                 |                                                 |                                                 |  |  |  |  |  |  |  |  |  |  |  |  |  |  |  |  |  |  |  |  |  |  |  |  |